# 吴汉家
吴汉家（1917年12月12日—1995年11月25日），男，四川遂宁人，中国新闻工作者，政治人物。中国民主同盟盟员。

## 生平
1936年毕业于成都救亡新闻专修班，毕业后在成都《新民报》任记者、编辑。1938年，与王达非和杜秤生等人发起成立成都青年记者学会。1939年，在成都参加川康通讯社工作，历任编辑、副总编辑。1942年，与王达非等接办成都《华西日报》，担任总编辑。1946年创办成都《工商导报》，担任总编辑兼川康通讯社总经理。1944年10月加入中国民主同盟（简称民盟）。曾任民盟成都市分部宣传委员会主任。
1949年中华人民共和国成立后，曾任成都市首届各界人民代表会议和首届政治协商会议秘书处副处长，成都市人民政府副秘书长、成都市文化局局长、政协第五、六届成都市委员会副主席，政协第四、五届四川省委员会常务委员兼副秘书长，政协第六届四川省委员会副主席（1988年2月至1993年1月），第四、五、六、七届全国政协委员。1995年11月25日因患急性心肌梗塞在成都逝世，终年78岁。